# Сторі (округ, Айова)
Шаблон:StateAbbr_ 42°02′16″ пн. ш. 93°27′59″ зх. д. / 42.037777777778° пн. ш. 93.466388888889° зх. д.
Округ  Сторі (англ. Story County) — округ (графство) у штаті  Айова, США. Ідентифікатор округу 19169.

## Історія
Округ утворений 1846 року.

## Демографія
За даними перепису 
2000 року 
загальне населення округу становило 79981 осіб, зокрема міського населення було 59836, а сільського — 20145.
Серед мешканців округу чоловіків було 40887, а жінок — 39094. В окрузі було 29383 домогосподарства, 17056 родин, які мешкали в 30630 будинках.
Середній розмір родини становив 2,94.
Віковий розподіл населення поданий у таблиці:
| Стать    | До 15 років | 15-21 | 22-29 | 30-39 | 40-49 | 50-65 | 65-85 | Понад 85 |
| -------- | ----------- | ----- | ----- | ----- | ----- | ----- | ----- | -------- |
| Чоловіки | 6444        | 9391  | 7787  | 4774  | 4893  | 4448  | 2813  | 337      |
| Жінки    | 6083        | 8269  | 5947  | 4628  | 4900  | 4547  | 3798  | 922      |

## Суміжні округи
- Гардін — північний схід
- Маршалл — схід
- Джеспер — південний схід
- Полк — південь
- Бун — захід
- Гамільтон — північний захід

## Виноски
1. ↑  U.S. Decennial Census. United States Census Bureau. Архів оригіналу за 26 квітня 2015. Процитовано 20 липня 2014.
2. ↑  Historical Census Browser. University of Virginia Library. Архів оригіналу за 11 серпня 2012. Процитовано 20 липня 2014.
3. ↑  Population of Counties by Decennial Census: 1900 to 1990. United States Census Bureau. Процитовано 20 липня 2014.
4. ↑  Census 2000 PHC-T-4. Ranking Tables for Counties: 1990 and 2000 (PDF). United States Census Bureau. Процитовано 20 липня 2014.
5. ↑  State & County QuickFacts. United States Census Bureau. Архів оригіналу за 7 червня 2011. Процитовано 20 липня 2014. [Архівовано 2011-06-07 у Wayback Machine.](англ.) Наведено за англійською вікіпедією.
6. ↑  American FactFinder. Бюро перепису населення США. Архів оригіналу за 26 лютого 2012. Процитовано 31 січня 2008. [Архівовано 2008-05-21 у Wayback Machine.]

| США | Це незавершена стаття з географії США. Ви можете допомогти проєкту, виправивши або дописавши її. |